# Гартман, Роберт
Роберт Гартман (нем. Robert Hartmann, 01.10.1831 или 08.10.1832 года, Бланкенбург, Германия - 20 апреля 1893 года, Потсдам, Германия) — немецкий естествоиспытатель.

## Биография
Участвовал в путешествии Барнима 1859-1860 году по северо-восточной Африке. С 1867 года профессор анатомии в Берлинском университете. Ему принадлежит ряд исследований по анатомии морских животных. Зоологический и этнографический материалы, собранные им в вышеназванном путешествии, описаны в сочинении «Reise d. Fr. A. v. Barnim durch Nordostafrica» (1863).

## Труды
- «Reise des Freiherrn A. v. Barnim durch Nordostafrika» (Берлин, 1863 год)
- «Naturgeschichtlich-medizinische Skizze der Nilländer» (Берлин, 1865—1866 год)
- «Die Nigritier» (Берлин, 1876 год)
- «Die Völker Afrikas» (Лейпциг, 1880 год)
- «Der Gorilla. Zoologisch-zootomische Untersuchungen» (Лейпциг, 1880 год) — (Полный текст)
- «Handbuch der Anatomie des Menschen» (Страсбург, 1881 год)
- «Die menschenähnlichen Affen und ihre Organisation im Vergleich zur menschlichen». (Лейпциг, 1883 год)
- «Abessinien». (Лейпциг, 1883 год)
- «Die Nilländer». (Лейпциг, 1883 год)
- «Madagaskar etc.» (Лейпциг, 1886 год)